# Stillwel·lita-(La)
La stillwel·lita-(La) o stillwellita-(La) és un mineral de la classe dels silicats. És l'anàleg amb lantani de la stillwel·lita-(Ce).

## Característiques
La stillwel·lita-(La) és un silicat de fórmula química LaBSiO₅. Va ser aprovada com a espècie vàlida per l'Associació Mineralògica Internacional en el mes de març de l'any 2025, i encara resta pendent de publicació. Cristal·litza en el sistema trigonal.
L'exemplar que va servir per a determinar l'espècie, el que es coneix com a material tipus, es troba conservat a les col·leccions del Museu Geològic de la Xina, a Pequín (República Popular de la Xina), amb el número de catàleg: GMCTM2024010.

## Formació i jaciments
Va ser descoberta a la intrusió de Gejiu, situada a la Prefectura autònoma de Honghe, a Yunnan (República Popular de la Xina). Aquest indret és l'únic de tot el planeta on ha estat descrita aquesta espècie mineral.